# Lyulka AL-21
Il Lyulka AL-21 è un motore turbogetto a flusso assiale progettato dall'ufficio tecnico di Archip Michajlovič Ljul'ka, in Unione Sovietica.
Il Lyulka AL-21F (il suffisso F, abbreviazione di форсаж, forsaž, indica che la versione è dotata di postcombustore) entrò in servizio nei primi anni sessanta, montato sui Sukhoi Su-17M Fitter, Sukhoi Su-24 Fencer, i primi modelli del Mikoyan-Gurevich MiG-23 Flogger ed infine sui primi prototipi del Sukhoi Su-27 Flanker (Sukhoi T-10). La versione sprovvista di postcombustore venne adottata dal caccia a decollo verticale Yakovlev Yak-38 Forger.

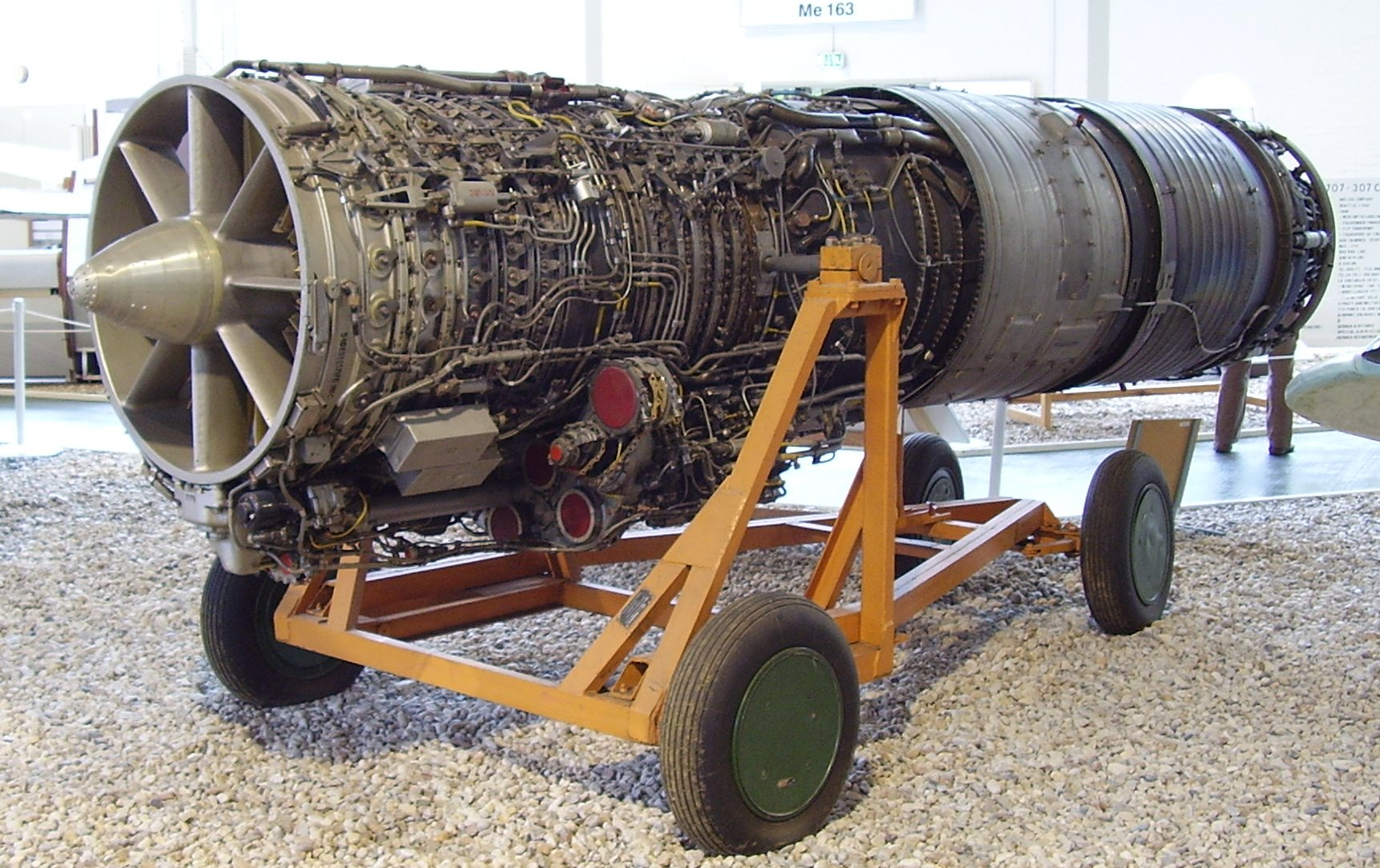
Un AL-21 conservato al Luftwaffenmuseum der Bundeswehr a Berlino, Gatow
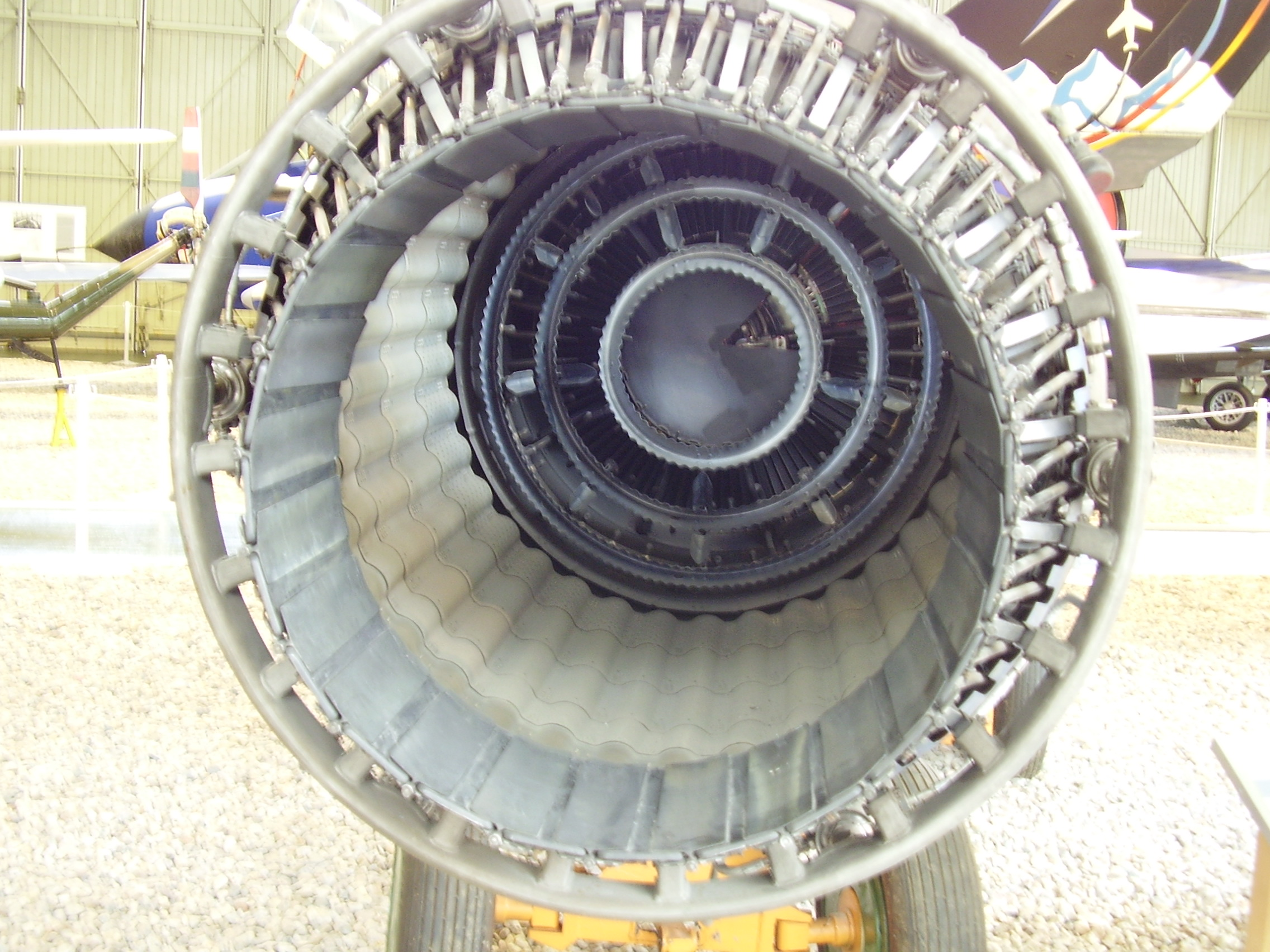
L'interno dello scarico e del postcombustore, sullo sfondo i corpi non aerodinamici e la turbina
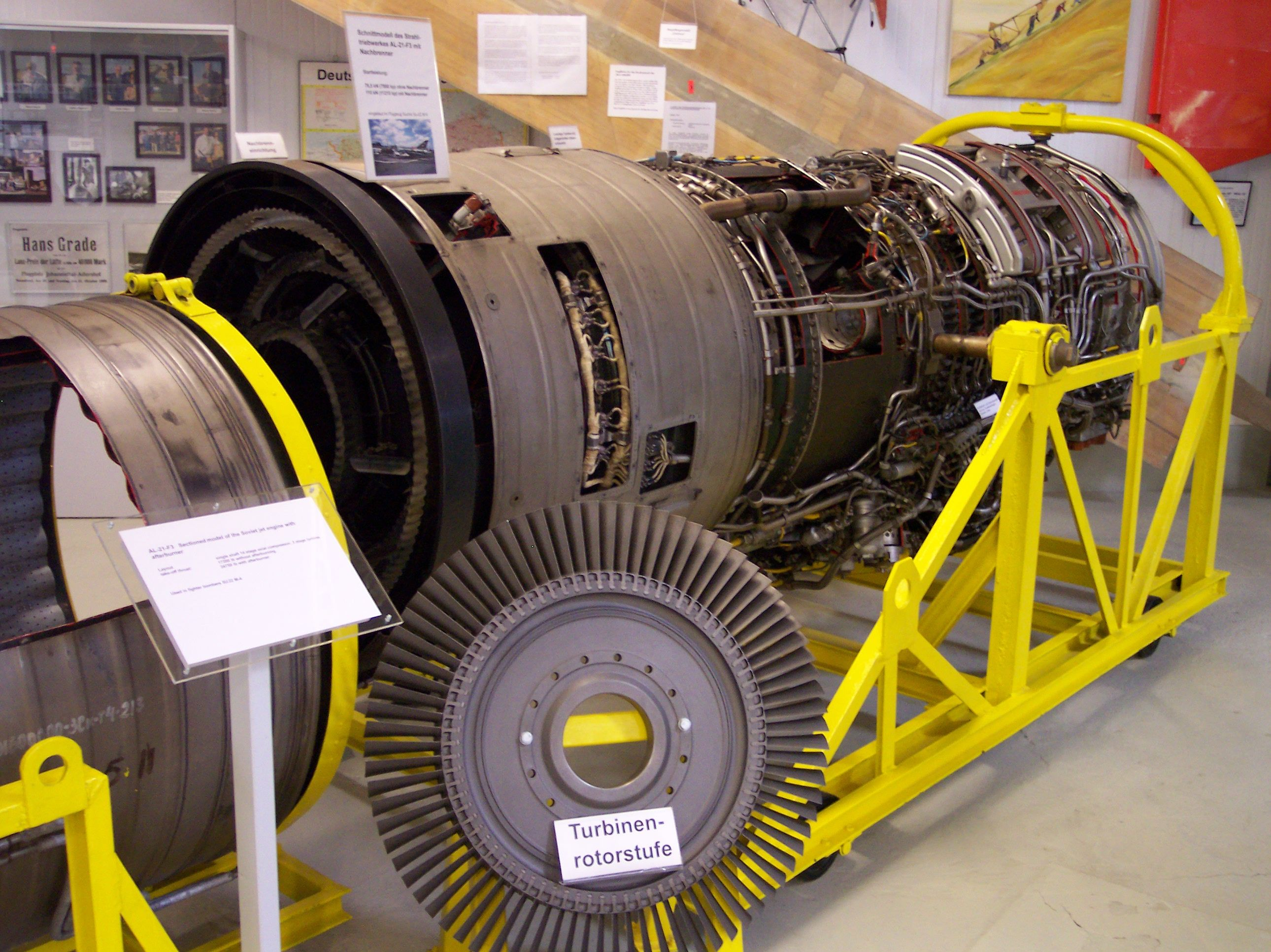
Un AL-21F con la sezione di postcombustione staccata ed una girante della turbina